# 高氙酸钡
高氙酸钡（Ba2XeO6）为钡的高氙酸盐。它是除了碱金属高氙酸盐以外少数稳定的高氙酸盐之一。

## 性质
高氙酸钡是无色固体，200 °C以下稳定，300℃下分解。它和硫酸反应，生成不稳定的四氧化氙 XeO4。和其它高氙酸盐一样，高氙酸钡有强氧化性，可以把Mn2+直接氧化成MnO4-。

## 制备
和其它高氙酸盐一样，高氙酸钡可以由氙酸氢钡 Ba(HXeO4)2在碱性条件下歧化而成，后者可以由三氧化氙和氢氧化钡反应而成：
Ba(OH)2 + 2XeO3 → Ba(HXeO4)2
Ba(HXeO4)2 + Ba(OH)2 → Ba2XeO6 + Xe + O2 + 2H2O
在以上反应中通入臭氧可以得到极高产率的高氙酸钡。